# Caspar Zafer
 (novembre 2018).
Si vous disposez d'ouvrages ou d'articles de référence ou si vous connaissez des sites web de qualité traitant du thème abordé ici, merci de compléter l'article en donnant les références utiles à sa vérifiabilité et en les liant à la section « Notes et références ».
Casper Zafer (né le 28 octobre 1975 en Angleterre) est un acteur qui a joué dans The Vampire Diaries et The Originals dans le rôle de Finn Mikaelson.

## Filmographie partielle

### Séries télévisées
- 2011 : Vampire Diaries : Finn Mikaelson (rôle récurrent - saison 3 épisodes 13, 14, 15 et 18)
- 2015 : The Originals : Finn Mikaelson (rôle récurrent - saison 3 épisodes 1, 5, 8, 9, 15, 16 et 17)